# Берч Ран (Мичиген)
Берч Ран (енгл. Birch Run) град је у америчкој савезној држави Мичиген.

## Демографија
По попису из 2010. године број становника је 1.555, што је 98 (-5,9%) становника мање него 2000. године.
| Група             | 2000.         | 2010.         |
| Белци             | 1.559 (94,3%) | 1.412 (90,8%) |
| Афроамериканци    | 7 (0,4%)      | 17 (1,1%)     |
| Азијати           | 9 (0,5%)      | 3 (0,2%)      |
| Хиспаноамериканци | 54 (3,3%)     | 82 (5,3%)     |
| Укупно            | 1.653         | 1.555         |